# Книга Йова

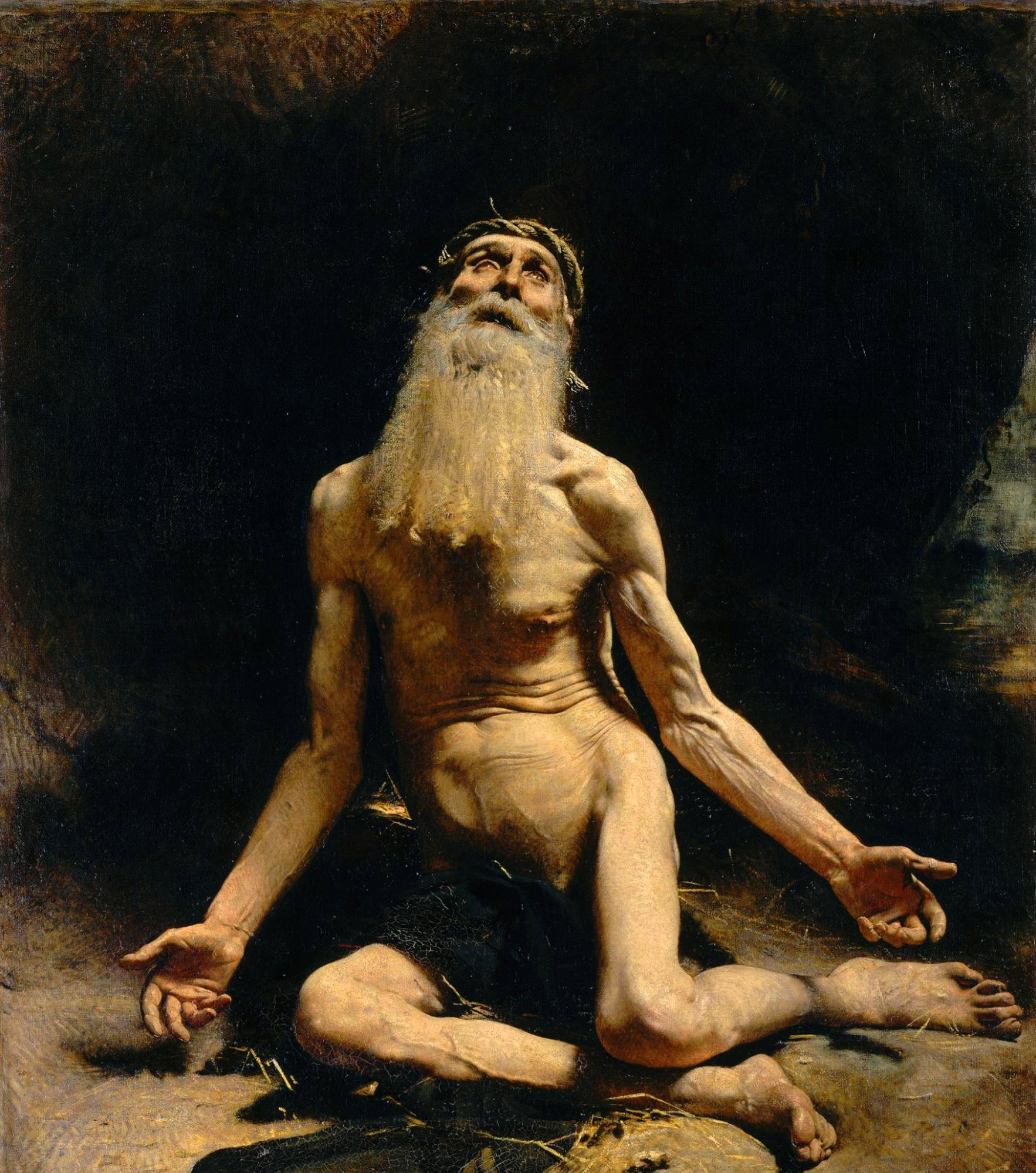
Йов (Леон Бонна, 1880, Лувр)

Кни́га Йо́ва (Книга Іова, Йов) — книга Старого Завіту Біблії та Танаху. Книга названа за іменем головного персонажу — «Йова» (івр. אִיּוֹב, Ijov).

## Час написання
Книга постала імовірно у V ст. до н. е., тобто в часи коли ізраїльтяни з болем пізнавали, що повернення з неволі до Єрусалима не супроводжується так довго очікуваним щастям і добробутом. Поетична частина книги є більш ранньою. Прозовий пролог та епілог є більш пізніми частинами. Остаточного вигляду книга набрала у часи Селевкідів у III ст. до н. е., з цього періоду походить ймовірно гімн на честь мудрості та промова Елігу.

## Структура Книги Йова
Книга Йова — високопоетичний твір Святого Письма, складається із трьох частин: прологу та епілогу, написаних прозою та середньої частини написаної віршами.
Окрім того, деякі біблеїсти у межах цього поділу виділяють таку структуру:
1. Пролог (глави 1-2);
2. Діалог (глави 3-31), у якому проходить диспут між Йовом та його трьома приятелями;
3. Поява Елігу (глави 32-37), де містяться чотири промови Елігу;
4. Господь втручається та промовляє до Йова, Йов відповідає (глави 38-42:6);
5. Епілог (42:7-17).

### Перша частина
Книга починається із представлення її головного героя (Розд. 1-2). Йов жив у землі Уц, в північній частині Аравії, «був невинний та праведний, і богобоязливий і віддалявся від зла» (Йов 1:1), а за своїм багатством «був більший від усіх синів Сходу». У нього було сім синів і три дочки, що складали щасливе сімейство. Цьому щастю позаздрив Сатана і перед обличчям Бога став стверджувати, що Йов праведний і богобоязливий тільки завдяки своєму земному щастю, з втратою якого зникнуть і всі його благочестя. Щоб викрити цю брехню, Бог дозволив Сатані випробувати Йова всіма лихами земного життя. Сатану не слід конче ототожнювати з князем темряви, оскільки ця постать не є однозначна. Не применшуючи його ролі в оповіданні слід зазначити, що не Ворог, а Бог є головною дійовою особою. Сатана — лише його знаряддя. Він позбавляє його всього багатства, всіх слуг і всіх дітей, а коли і це не похитнуло Йова, то Сатана вразив його тіло страшною проказою. Хвороба позбавила його права перебування в місті: він повинен був піти за його межі і там, скребти струпи на своєму тілі черепком, сидів у попелі і гною. Всі відвернулися від нього.
Бачачи його страждання, його дружина говорила йому: "Ти ще міцно тримаєшся в невинності своїй? Прокляни Бога і помреш!… А він до неї відказав: Ти говориш отак, як говорить яка з божевільних!… Чи ж ми будем приймати від Бога добре, а злого не приймем? При всьому тому Йов не згрішив своїми устами… " (Йов 2:9-10). Таким терплячим був Йов. Він позбувся всього і сам захворів, терпів образи і приниження, але не нарікав, не скаржився на Бога і не сказав проти Бога жодного грубого слова. Про нещастя Йова почули друзі його Еліфаз, Білдад і Цофар.

### Друга частина
Після короткого вступу вміщено довгий поетичний діалог у формі розмови чотирьох приятелів, що становить основну другу частину Книги (Розд. 1-2). Сім днів вони мовчки оплакували його страждання; нарешті вони стали втішати його, запевняючи, що Бог справедливий, і якщо він страждає тепер, то страждає за якісь гріхи свої, в яких повинен покаятися. Ця заява виходила із загального старозавітного уявлення, що всяке страждання є відплата за якусь неправду. Втішаючи його друзі вступають у суперечку і намагаються знайти в Йова будь-які гріхи, які виправдали б його нещасну долю, як доцільну і осмислену. Але і в такому стражданні Йов жодним словом нарікання не згрішив перед Богом. Він твердить, що не згрішив і відкидає цю думку друзів. Зло бо й страждання можуть, мовляв не тільки мати значення кари за гріхи, а й значення проби і іспиту, очищення й викупу, перестороги й заслуги. Ця остання властивість зла — саме його заслу́гувальний, засту́пний характер, коли хтось страждає за інших стала ясною для людської думки лише у Новому Завіті, по стражданнях Ісуса Христа за гріхи людей. Молодий Елігу, що приєднався до дискусії, незадоволений словами ані Йова ані його співбесідників подає думки про виховний бік болю та страждання. Поетична частина Книги закінчується виступом самого Бога. Спочатку Він звертається до Йова і за допомогою численних питань підводить його до усвідомлення того, що людина не має права піддавати сумнівам вироки Бога, безконечно мудрого і всемогутнього, навіть коли вони є незрозумілими для людського розуму. Вислухавши аргументи Бога, Йов визнає нерозважливість своїх слів, якими він домагався пояснень від Бога.

### Епілог
В епілозі (Розд. 42) засуджуються висновки приятелів Йова й коротко розповідається про щасливе повернення Йовові його давнього благополуччя. Скоро він зцілився від своєї хвороби і розбагатів вдвічі більше, ніж раніше. У нього знову народилося семеро синів і три дочки. Він прожив після цього в щасті 140 років і помер у глибокій старості, залишивши всім приклад терпіння (Йов 42:12-17).